# Pérola (filme)
Pérola é um filme de comédia dramática brasileiro de 2023, dirigido por Murilo Benício a partir de um roteiro de Adriana Falcão, Jô Abdu e Marcelo Saback, o qual foi escrito baseado na peça de teatro homônima de Mauro Rasi. Estrelado por Drica Moraes no papel-título, o filme narra a história de uma matriarca que tem seus momentos contado por meio das memórias de seu filho Mauro (Leonardo Fernandes). Conta ainda com as atuações de Rodolfo Vaz, Cláudia Missura, Marianna Armellini, Lavínia Pannunzio, Valentina Bandeira e Louise Cardoso nos demais papéis principais.
Pérola teve sua première mundial em 8 de outubro de 2022 no Festival do Rio e foi lançado nos cinemas do Brasil em 28 de setembro de 2023 pela H2O Films. O filme teve uma recepção positiva por parte da crítica especializada, que o considerou como uma obra de grande sensibilidade ao retratar encontros e despedidas familiares. O trabalho de Murilo Benício na direção de seu segundo longa-metragem recebeu elogios, mas a performance de Drica Moraes foi elevada como um ponto crucial do bom desempenho do filme. Comercialmente, não obteve o êxito esperado tendo uma bilheteria acumulada em R$ 125 mil.
O filme recebeu o Grande Otelo de Melhor Comédia na 23ª cerimônia de premiação da Academia Brasileira de Cinema, onde também recebeu mais quatro indicações, com destaque para a de Melhor Atriz para Drica Moraes e Melhor Roteiro Original. Moraes também foi agraciada com os prêmios de Melhor Atriz no Fest Aruanda e no Inffinito Film Festival, que também reconheceu o trabalho de direção de fotografia de Kika Cunha.

## Sinopse
O filme narra a trajetória de Pérola (Drica Moraes), a matriarca, vista e recordada por seu filho, Mauro (Leonardo Fernandes). É essencialmente um relato sobre o reencontro entre mãe e filho, onde conflitos e sonhos se expressam na concretização de uma piscina no próprio quintal. O enredo pinta o retrato de uma família ordinária, permeada por brigas, reconciliações, celebrações, lágrimas e uma constante sucessão de histórias.

## Elenco
- Drica Moraes como Pérola Perroca Rasi[2]
- Leonardo Fernandes como Mauro Perroca Rasi
  - João Pydd como Mauro (aos 8 anos)
  - Gustavo Scalzo como Mauro (aos 12 anos)
- Rodolfo Vaz como Vado Perroca Rasi
- Cláudia Missura como Tia Norma
- Valentina Bandeira como Elisa Perroca Rasi
  - Valentina Baptista como Elisa (aos 8 anos)
  - Jenyffer Cavalcanti como Elisa (aos 12 anos)
- Louise Cardoso como Dona Célia
- Marianna Armellini como Tia Vanda
- Lavínia Pannunzio como Tia Lola
- Gillray Coutinho como Dr. Henrique
- Gustavo Machado como Tio Ranulfo
- Jefferson Schroeder como Danilo
- Camila Amado como mãe de Pérola

## Produção

### Antecedentes e concepção
Em 1995, o diretor Mauro Rasi contatou Murilo Benício para participar de seu próximo projeto, após o sucesso da peça teatral biográfica Pérola. Como Benício ainda não tinha assistido ao espetáculo, concordaram em vê-lo juntos e discutir depois durante o jantar. Após a apresentação, impressionado com o que viu, Benício sugeriu a Rasi: "Você precisa transformar Pérola em um filme". Após o falecimento de Mauro Rasi, a ideia sugerida a ele por Murilo Benício foi mantida viva na mente do ator. Antes do início da pandemia, Benício decidiu concretizar por conta própria a sugestão, levando-a do âmbito das ideias para a prática.
A peça Pérola teve Vera Holtz como protagonista no teatro, junto a um elenco composto por Sérgio Mamberti, Sônia Guedes, Anna de Aguiar, Emílio de Mello e Edgard Amorim. Seu sucesso imediato foi tamanho que a peça foi encenada em outros países. A inspiração para a narrativa veio a Mauro Rasi logo após o funeral de sua mãe, a própria "Pérola", que deu nome à peça e, posteriormente, ao filme. Rasi a descreveu como uma italiana de um metro e meio, com olhos cor de violeta, comparáveis aos de Ava Gardner, destacando sua beleza em entrevista à Folha de S. Paulo em 1996.
Em uma coletiva de imprensa para a apresentação do filme, Murilo Benício explicou que, apesar de ter feito algumas adaptações no texto original, a essência da Pérola concebida por Rasi foi preservada. Ele assegurou aos fãs da peça que podem esperar um conteúdo similar, mantendo os altos e baixos, porém apresentado de uma forma diferente. O roteiro é creditado a Adriana Falcão, Marcelo Saback e Jô Abdu. O filme se destaca pelo uso de cores vibrantes nos cenários e figurinos. Benício admitiu ter buscado inspiração em um estilo visual parecido com o de Pedro Almodóvar, elevando a realidade a um nível acima.

### Desenvolvimento

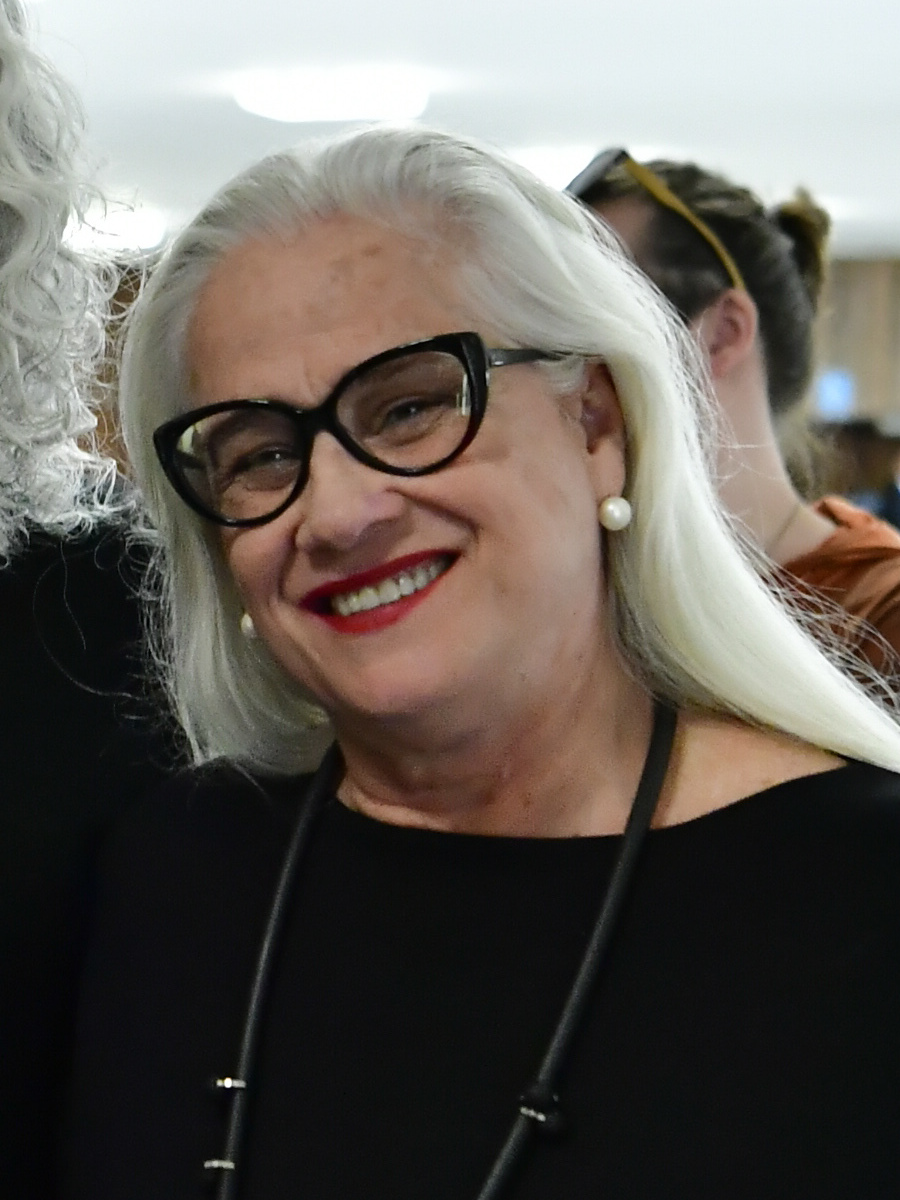
Vera Holtz, que viveu Pérola no teatro, foi inspiração para a composição de Drica Moraes.

No início do desenvolvimento das filmagens, Benício se encontrou com Kika Cunha, encarregada da fotografia. Durante a reunião, ele apresentou dois filmes como referência para expressar sua visão. Benício admitiu sua inexperiência em termos técnicos de câmeras, porém revelou ter várias referências visuais para transmitir sua ideia. No set de filmagem, Murilo Benício, por ser também ator, utilizou sua própria abordagem para trabalhar com o elenco. Ele se identificou com seu método individual e pessoal como ator e se sentiu à vontade para colaborar com os atores, lendo cenas, discutindo, mas permitindo que eles trabalhassem independentemente no local, enquanto ele não interferia.
Drica Moraes, protagonista do filme, assistiu à montagem original da peça teatral com Vera Holtz, descrevendo isso como uma experiência impactante. Ela destacou a importância da observação na atuação e mencionou que, além da atuação de Holtz, também se inspirou em sua própria mãe e em suas experiências como mãe, tendo um filho adolescente. Moraes afirmou que tanto ela quanto sua mãe têm aspectos semelhantes à personagem Pérola, e comentou sobre a construção do sotaque para o filme, criando um sotaque específico para a personagem.
Em coletiva de imprensa, Murilo Benício mencionou que Pérola foi filmado antes da pandemia, em 2018, e conseguiu ser finalizado com sorte, tendo permanecido em pausa, tal como a vida cotidiana. O filme passou por alguns ajustes finos, mas Benício já estava satisfeito com o resultado. Drica Moraes complementou, comparando o bom processo de produção de um filme ao teatro, enfatizando que quando a dinâmica nos bastidores é boa, o resultado final também é.

## Lançamento
Pérola foi exibido pela primeira vez oficialmente em 8 de outubro de 2022 durante o 24° Festival do Rio. Em seguida, o filme ainda passou por um longo percurso em festivais de cinema nacional. Em dezembro de 2022, foi selecionado para ser exibido na mostra oficial do Fest Aruanda, em João Pessoa, Paraíba.  Em 9 de junho de 2023, participou da cerimônia de abertura do 46° Festival Guarnicê de Cinema, em São Luís, Maranhão. O filme foi exibido nos Estados Unidos durante o Inffinito Brazilian Film Festival, em Nova Iorque, em 1° de setembro de 2023.
O primeiro trailer do filme foi lançado em 22 de agosto de 2023 e divulgado nos meios de comunicação pela produtora H2O Films. 28 de setembro de 2023 foi a data escolhida para o filme ser lançado oficialmente nos cinemas do Brasil. Após o lançamento comercial, a obra ainda seguiu incursionando em festivais de cinema. No Canadá, foi exibido no Brazil Film Festival Toronto em 25 de novembro e no Festival du Film Brésilien de Montréal em 3 de dezembro de 2023. Em 23 de fevereiro de 2024, foi exibido no Festival Internacional de Cine de Punta del Leste, no Uruguai. Em 29 de março de 2024, foi exibido no Festival de Cinema Brasileiro de Paris, na França, onde saiu-se como grande vencedor da premiação.

### Mídia caseira
Em homenagem ao Dia das Mães, o filme foi exibido em rede nacional pela TV Globo na sessão Tela Quente, em 13 de maio de 2024, segunda-feira, sendo exibido após a novela Renascer em horário nobre.

## Recepção

### Crítica

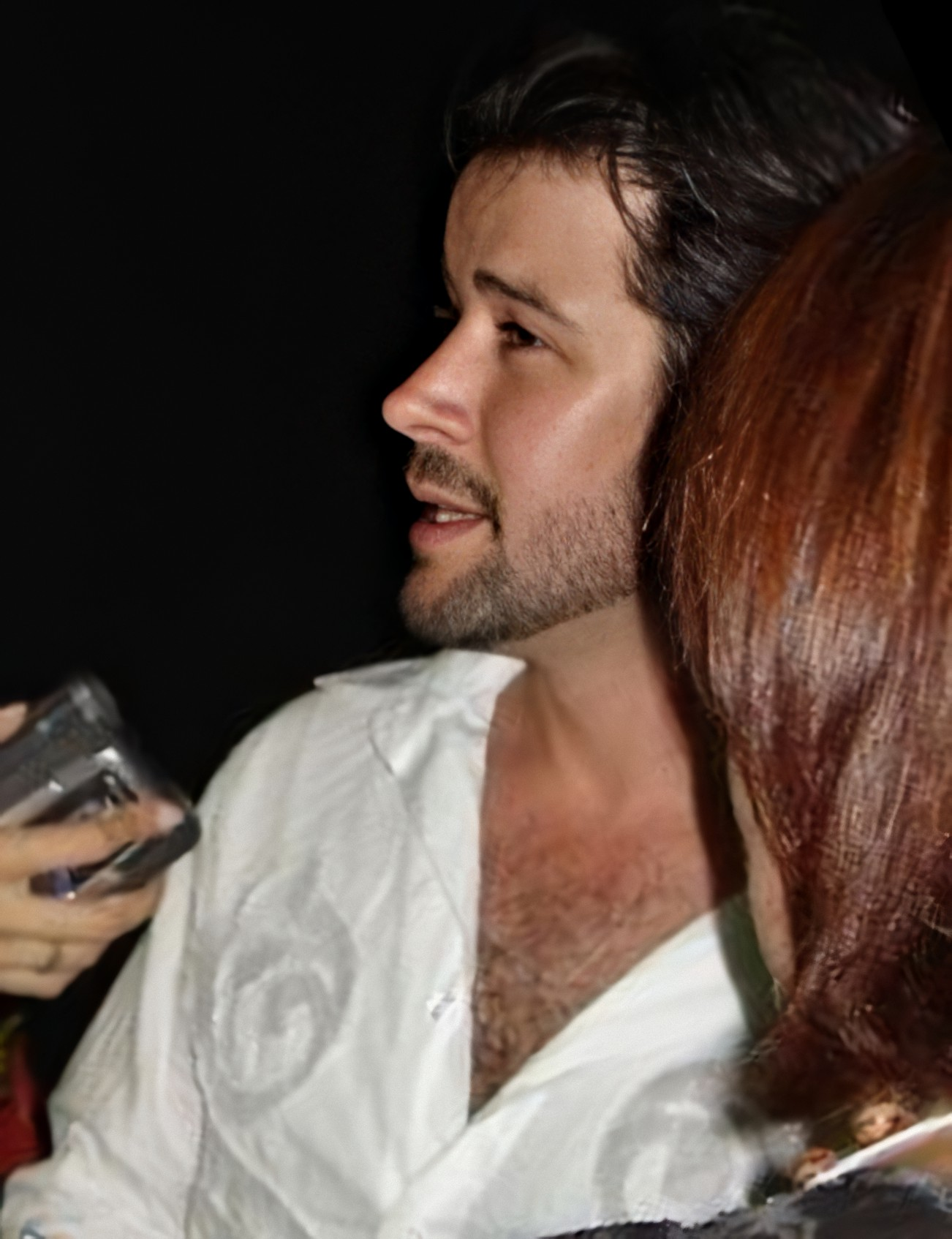
A direção de Murilo Benício foi aplaudida nos festivais de cinema.

O filme recebeu uma recepção muito positiva da crítica especializada, especialmente durante sua estreia no Festival do Rio, onde tanto o público quanto os críticos demonstraram sua aprovação, resultando em aplausos calorosos após a exibição. Na abertura do Festival Guarnicê de Cinema 2023, a obra também foi bem recebida, com destaque para o talento do diretor Murilo Benício. Bruna Castelo Branco, curadora do festival, ressaltou a sensibilidade de Benício ao contar uma história que gira em torno de despedidas e reencontros, evocando memórias afetivas relacionadas a casa, risos e canções nostálgicas que marcam a infância. Embora o filme contenha momentos de tristeza, ele também provoca reflexões sobre a beleza e a alegria que permeiam a vida, mesmo nas despedidas.
Janda Montenegro, do CinePOP, elogiou especialmente a atuação de Drica Moraes, apontando que sua performance é um dos grandes destaques do filme. Montenegro observou que esta é a segunda obra dirigida por Murilo Benício, que se destaca por sua qualidade estética e pela experiência visual impactante proporcionada no cinema. A harmonia entre a atuação de Moraes e os demais elementos da produção demonstra a competência do diretor em transformar o roteiro, que é uma adaptação da peça de Mauro Rasi, em uma verdadeira homenagem às mães. O filme é descrito como belo e encantador, com uma atmosfera que lembra as comédias argentinas e espanholas, mas com uma identidade própria, enraizada em Bauru, revelando a força do cinema brasileiro.
Katiúscia Vianna, do AdoroCinema, atribuiu uma nota de 3,5 de 5 estrelas ao filme, destacando que Drica Moraes apresenta uma das melhores performances de sua carreira. Sua interpretação confere vida a uma personagem complexa, que, embora não seja perfeita, é impulsionada pelo amor e pela busca por um lar ideal, simbolizado pelo desejo de ter uma piscina. Moraes consegue cativar a audiência com uma representação que ressoa fortemente com aqueles que possuem memórias afetivas de suas próprias mães. Alvaro Tallarico, do Diário do Rio, traçou um paralelo entre o filme e o estilo de Almodóvar, destacando sua autenticidade brasileira. Ele elogiou a capacidade de Murilo Benício de mesclar humor e drama de maneira eficaz, sem cair em exageros melodramáticos. Tallarico apontou para a direção precisa dos atores e para o uso inteligente de closes, além de uma sensibilidade cômica que contribui para a profundidade da narrativa.

### Bilheteria
De acordo com os registros da Agência Nacional do Cinema (Ancine), o filme arrecadou R$ 125.203,41 em bilheteria acumulada ao longo de sua exibição nos cinemas. Apesar do sucesso crítico, o filme não obteve muito êxito em seu lançamento comercial registrando um público de aproximadamente 7.574 pessoas.
No Brasil, o filme foi lançado nos cinemas em um período de grandes lançamentos do cinema norte-americano. Em seu final de semana de estreia, o filme não figurou entre os 10 mais assistidos, enfrentando o grande sucesso O Som da Liberdade e a estreia do filme de terror Jogos Mortais X, além de outros blockbusters como A Freira 2, Besouro Azul e Patrulha Canina: Um Filme Superpoderoso. No cenário nacional, o filme também disputou bilheteria com Nosso Sonho, que ocupou a sétima colocação entre 28 de setembro de 1° de outubro.

## Prêmios e indicações

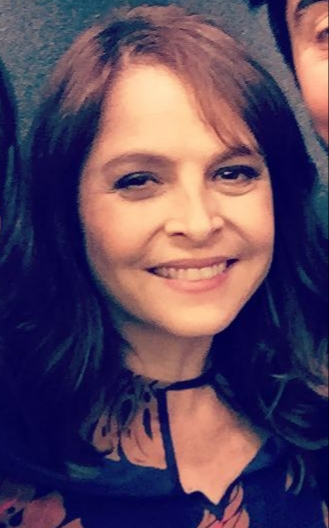
Moraes teve sua performance amplamente elogiada, com destaque para sua indicação ao Grande Otelo.

O filme obteve êxito durante seu percurso no circuito de festivais. Na cerimônia do 17º Fest Aruanda do Audiovisual Brasileiro, em 8 de dezembro de 2022, o filme concorreu ao prêmio de melhor longa-metragem nacional, sem êxito, mas levou o Troféu Aruanda de Melhor Atriz / Personagem Feminino para Drica Moraes. Moraes também foi agraciada em Miami com o Troféu Lente de Cristal de Melhor Atriz pelo Inffinito Brazilian Film Festival. Na mesma cerimônia, em 18 de setembro de 2023, Kika Cunha recebeu o prêmio de Melhor Direção de Fotografia. A Academia Brasileira de Cinema nomeou o filme a cinco categorias na 23ª cerimônia de entrega do Prêmio Grande Otelo, incluindo Melhor Atriz para Drica Moraes, Melhor Direção de Fotografia para Kika Cunha, Melhor Figurino para Bia Salgado, Melhor Roteiro Adaptado para Adriana Falcão, Jô Abdu e Marcelo Saback, e Melhor Comédia, saindo-se vencedor desta última. Em 2 de abril de 2024, ganhou o Troféu Jangada de Melhor Filme no 26º Festival de Cinema Brasileiro de Paris.
| Lista de prêmios                           | Lista de prêmios       | Lista de prêmios                   | Lista de prêmios                         | Lista de prêmios |
| Premiação/Festival                         | Data                   | Categoria                          | Recipiente(s)                            | Resultado        |
| ------------------------------------------ | ---------------------- | ---------------------------------- | ---------------------------------------- | ---------------- |
| Fest Aruanda do Audiovisual Brasileiro     | 8 de dezembro de 2022  | Melhor Longa-metragem Nacional     | Pérola                                   | Indicado         |
| Fest Aruanda do Audiovisual Brasileiro     | 8 de dezembro de 2022  | Melhor Atriz / Personagem Feminino | Drica Moraes                             | Venceu           |
| Inffinito Brazilian Film Festival of Miami | 18 de setembro de 2023 | Melhor Atriz                       | Drica Moraes                             | Venceu           |
| Inffinito Brazilian Film Festival of Miami | 18 de setembro de 2023 | Melhor Direção de Fotografia       | Kika Cunha                               | Venceu           |
| Festival de Cinema Brasileiro de Paris     | 2 de abril de 2024     | Troféu Jangada de Melhor Filme     | Pérola                                   | Venceu           |
| Grande Prêmio do Cinema Brasileiro         | 28 de agosto de 2024   | Melhor Comédia                     | Pérola                                   | Venceu           |
| Grande Prêmio do Cinema Brasileiro         | 28 de agosto de 2024   | Melhor Atriz                       | Drica Moraes                             | Indicado         |
| Grande Prêmio do Cinema Brasileiro         | 28 de agosto de 2024   | Melhor Roteiro Adaptado            | Adriana Falcão, Jô Abdu e Marcelo Saback | Indicado         |
| Grande Prêmio do Cinema Brasileiro         | 28 de agosto de 2024   | Melhor Direção de Fotografia       | Kika Cunha                               | Indicado         |
| Grande Prêmio do Cinema Brasileiro         | 28 de agosto de 2024   | Melhor Figurino                    | Bia Salgado                              | Indicado         |